# Dublet (îmbrăcăminte)

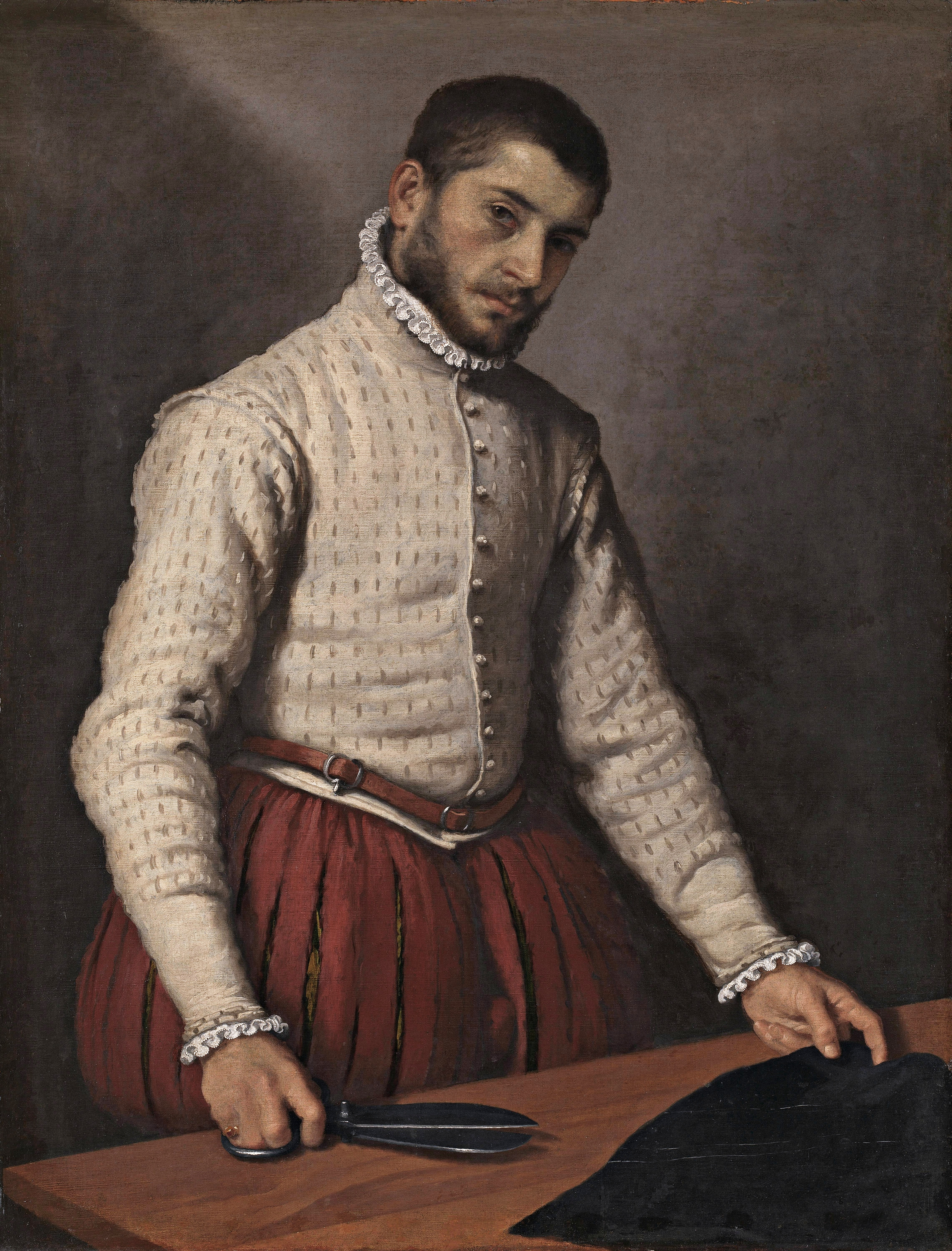
Croitorul necunoscut în portretul lui Giovanni Battista Moroni, poartă un dublet (1570).

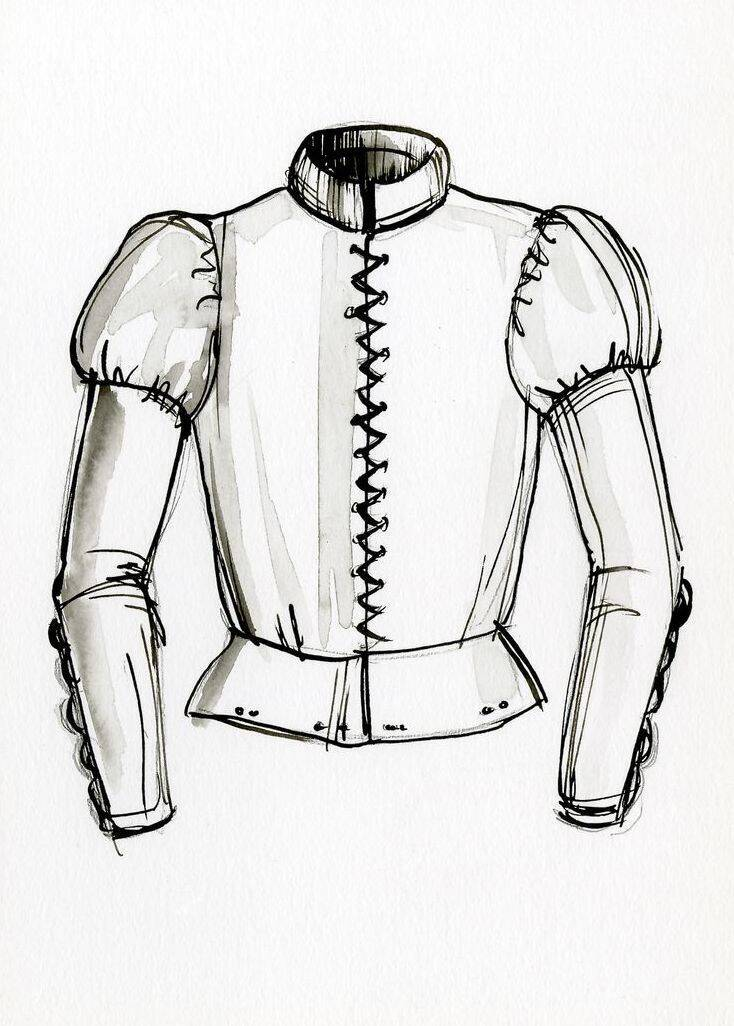
Desenul unui dublet.

Doubletul era o îmbrăcăminte pentru bărbați, scurtă și ușor căptușită, de obicei cu nasturi pe partea anterioară, cu sau fără mâneci. Dubletul a fost una dintre principalele îmbrăcăminte la modă pentru bărbați în secolele al XV-lea și al XVI-lea și a fost un veșmânt important în trecerea de la moda medievală la cea a Renașterii.

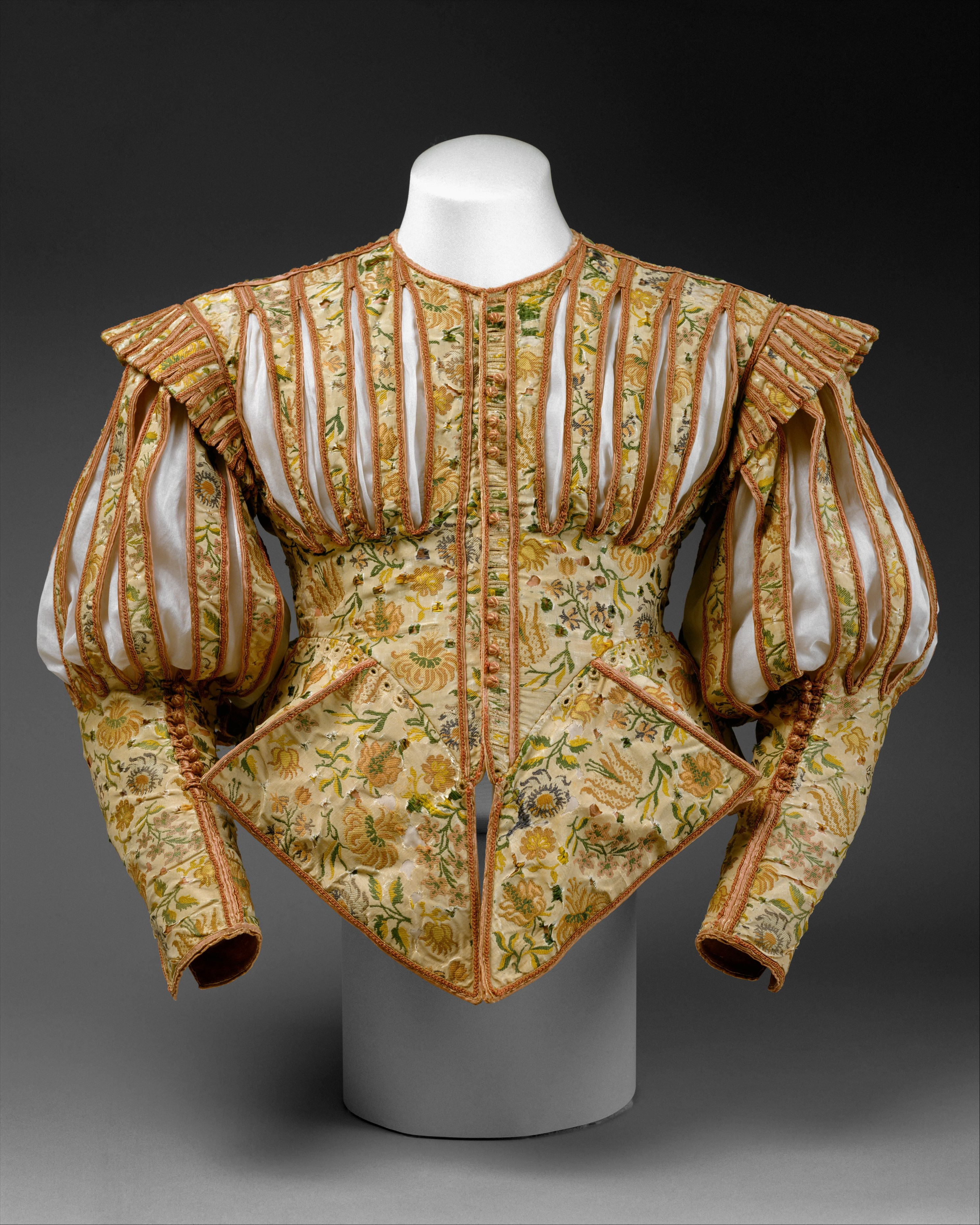
Doublet, aprox.1620, [https://commons.wikimedia.org/wiki/File:Doublet_MET_DT6135.jpg Metropolitan Museum of Art

## Descriere
Dubetul era un element vestimentar folosit de bărbații ce aparțineau unei clase sociale de mijloc-superioară. În ciuda diverselor actualizări și modificări ale stilului și materialelor, designul dubletului a rămas aproape neschimbat de-a lungul secolelor.

## Originile și dezvoltarea
Forma de bază a dubletului provenea de la pourpoint, o cămașă căptușită, purtată inițial de cavaleri, sub armură. Numele dublet derivă din tehnica confecționării îmbrăcămintei, compusă din mai multe straturi de țesături suprapuse. Stratul cel mai interior era în mod normal în lenjerie, cel mai confortabil material în contact cu pielea goală, în timp ce straturile exterioare erau din mătase grea, lână sau catifea. În funcție de moda momentului, numărul de straturi și de nasturi putea varia.
În secolul al XV-lea îmbrăcămintea era foarte elegantă, cei care își permiteau îl aveau de catifea, cu culori strălucitoare, de damasc sau chiar albastru monocromatic sau vișiniu. Dubletul avea avantajul de a scoate la iveală mânecile și gulerul (cu forma unui V) finisat cu garnituri de aur sau de blană. În plus, colierele mari din aur îmbogățeau îmbrăcămintea. Spre jumătatea secolului, dubletul avea bretelele umflate, deosebit de lărgite și puteau fi strâmte sau largi, astfel încât centura strânsă de la talie creaa mișcare și dinamism în draperie. Între secolele al XV-lea și al XVI-lea, de asemenea, a fost adăugată căptușeală pe brațe și umeri, făcând vestimentul să pară extrem de voluminos. Chiar și moda de la sfârșitul secolului al XVI-lea a impus o astfel de umplutură pe abdomen încât să dea iluzia sarcinii. Dubletul era de obicei combinat cu o fustă scurtă sau cu primele modele de pantaloni care se dezvoltau.
Inițial dubletul era avea gulerul înalt, dar spre sfârșitul secolului al XV-lea s-a adaptat la schimbarea modelor, și a devenit mai întâi mai larg, dar nu căptușit (în afară de bretelele foarte largi, care strângeau foarte mult la cot), schimbându-și designul de la un decolteu „V” spre 1450 și spre 1490 cu un decolteu larg de bateau. Dubletul era mai întâi lucrat cu romburi și apoi căptușit. Chiar și mânecile, inițial strânse de la umeri și la încheieturi, s-au schimbat, devenind foarte umflate în partea superioară. Deseori mânecile erau separate de bust, legate de restul dubletului prin intermediul unor cuplări mici, ascunse de niște aripioare.
În jurul anului 1530, dubletul a apărut din nou cu gulerul înalt, dar în loc de cel în V al secolului al XV-lea, s-a născut un fel de guler numit salată, iar mai târziu, în jurul anului 1570, a devenit un guler larg, din dantelă albă și rigidat cu amidon, numit freză, și care a devenit un accesoriu separat.
Dubletul a dispărut în jurul anului 1690 și a fost înlocuit de jiletcă.